# Стиг (Србија)
За друга значења, погледајте Стиг (вишезначна одредница)
Стиг је равница у источној Србији која представља јужни обод Панонске низије. Налази се у доњем току реке Млаве, а простире се од њеног ушћа у Дунав до Горњачке клисуре. Стиг је од Костолца до Горњачке клисуре издужен око 60 km. Он је од Великог Поморавља, на западу, одвојен меридијански издуженом гредом. Ова греда назива се Пожаревачка или Сопот греда а пружа се правцем север-југ. Према постанку је раседна, диже се до 237 m надморске висине, дугачка је око  80 km, а широка највише до 25 km. Рељеф ове микрорегије углавном је изградила река Млава. Ова река делом је епигенетски усечена низводно од Горњачке клисуре, а њена притока, Витовничка река, усекла је епигенетски слив свог доњег тока. Дунав је усекао Рамску ивичну епигенију која је морфолошки веома значајна јер указује на усецање реке од апсолутне висине од 280 m (200 m релативне висине). Морфолошку карактеристику овог краја представља Рамска пешчара. У њој има дина.
Већа насеља у области су Мало Црниће и Петровац на Млави. Уз насеље Рам налази се ада Острво или Острово која је једина стално насељена ада у Србији.